# Melmerby Beach Provincial Park
Melmerby Beach Provincial Park är en park i Kanada.   Den ligger i provinsen Nova Scotia, i den östra delen av landet, 1 000 km öster om huvudstaden Ottawa. Melmerby Beach Provincial Park ligger 12 meter över havet.
Terrängen runt Melmerby Beach Provincial Park är platt. Havet är nära Melmerby Beach Provincial Park åt nordost. Närmaste större samhälle är New Glasgow, 13,0 km sydväst om Melmerby Beach Provincial Park. 
Runt Melmerby Beach Provincial Park är det mycket glesbefolkat, med 6 invånare per kvadratkilometer.